# 渋谷昶子
渋谷 昶子（しぶや のぶこ、1932年3月8日 - 2016年2月1日）は、日本の映画監督、記録映画作家、ルポルタージュ作家。

## 経歴・人物
1932年3月8日、関東州大連市に生まれる。本名、前畠昶子。両親は3月生まれにちなみ「春の陽のように日永にのんびりと成長するように」と日が永いという昶子と命名した。
大連弥生女学校1年在学のとき敗戦。2年間の棄民生活で人間形成の原点が形成される。
1947年に「最後の引き揚げ船」で帰国し、父親の出身地だった鹿児島県に移る。1951年、鹿児島県立鶴丸高等学校を卒業。
弁護士たらんと大志をいだいて中央大学法学部に入学。しかし、スクリプターに関心をもち、大学は3年で中退し、2年後にスクリプターになる。
独立プロ製作の劇映画スクリプターとして、五所平之助、山本薩夫、新藤兼人、今井正などの諸監督につきの薫陶を受ける。
とりわけ、今井監督からは演出手法における影響を色濃く受けた。
1963年製作の『挑戦』（「東洋の魔女」と言われた日紡貝塚バレーチームが大松博文監督のもと、東京オリンピックを目指した死闘の練習が主題）、1964年のカンヌ映画祭に出品。短編部門で日本映画としては初のグランプリを受賞、カンヌにてトロフィーを受ける。
スクリプターの時から一貫してフリーランスであることを信条とし、監督となってからも未だその姿勢は変わらない。
その後、テレビ（NHK、民放）のドキュメンタリー番組や自主映画などの仕事を中心に仕事を続け今日に至る。
その制作姿勢は、「対象とするのは常に「人間」である」と紹介されている。
日本映画監督協会所属

## フィルモグラフィー
- 1963年 『挑戦』
- 『東京オリンピック』（バレー部分）
- 『すばらしい世界旅行』（日本テレビ）
- 『1200万人の交響曲』（九州電力）
- 『はばたけ夏の朝に』（全国農協中央会）
- 『みなと みらい 21』（横浜市）
- 『地獄の特訓-女子管理者養成学校』（日本テレビ）
- 『愛は地球を救う-特集・老人問題』（日本テレビ）
- 『ひろしまは いま 1987』（広島市広報室）
- 『かもめが見た日 港が輝く』（横浜市）
- 『燃えよ やさしさの中で』（奈良市）
- 『少年とにんじん』（全農広報）
- 『八十二才 北林谷栄 凛々と舞台に生きる』（NHK）
- 『百才の恋心-新内・岡本文弥の艶』（テレビ東京）
- 『いま、男たちが変わりはじめる』（東京女性財団）
- 『鏡のない家に光あふれ』（自主制作）
- 『元気老人アワー』（テレビ東京）
- CM作品 「レナウン」「フジフイルム」「セイコー」「ペプシコーラ」「コーセー化粧品」「日本生命」

## 最近の主な作品
- 2004年2月完成　『Kaneko』ー兼子ー（「Kaneko」ー兼子ー制作委員会）
- 2006年9月完成　『サッちゃん 作曲家・大中恩の世界』（紀伊國屋書店）
- 2009年２月放送　ーNHKー『課外授業、ようこそ先輩　岡村喬夫』
- 2011年11月放送『蝶々夫人は悲劇ではない—オペラ歌手岡村喬生８０歳 イタリアへの挑戦』　ＮＨＫＢＳプレミアム
- 2012年9月完成　『おっぱい謝謝』自主作品

## 受賞歴
- 挑戦（Le Prix de la Victoire、1963年） - カンヌ映画祭 短編部門グランプリ[4]
- 鏡のない家に光あふれ（1996年） - 短編教育映画祭優秀作品賞・文部省選定